# Episodi di The Secret Saturdays (prima stagione)
La prima stagione di The Secret Saturdays, composta da 26 episodi, è stata trasmessa sul canale statunitense Cartoon Network dal 3 ottobre 2008 al 1º agosto 2009.
| nº | Titolo originale                  | Titolo italiano              | Prima TV USA     | Prima TV Italia |
| -- | --------------------------------- | ---------------------------- | ---------------- | --------------- |
| 1  | The Kur Stone: Part 1             | La pietra Kur: prima parte   | 3 ottobre 2008   | 15 giugno 2009  |
| 2  | The Kur Stone: Part 2             | La pietra Kur: seconda parte | 3 ottobre 2008   | 15 giugno 2009  |
| 3  | The Vengeance of Hibagon          |                              | 10 ottobre 2008  |                 |
| 4  | The Ice Caverns of Ellef Ringnes  |                              | 17 ottobre 2008  |                 |
| 5  | Guess Who's Going to Be Dinner    |                              | 24 ottobre 2008  |                 |
| 6  | The King of Kumari Kandam         |                              | 7 novembre 2008  |                 |
| 7  | Van Rook's Apprentice             |                              | 14 novembre 2008 |                 |
| 8  | Twelve Hundred Degrees Fahrenheit |                              | 21 novembre 2008 |                 |
| 9  | The Owlman Feeds at Midnight      |                              | 5 dicembre 2008  |                 |
| 10 | The Swarm at the Edge of Space    |                              | 12 dicembre 2008 |                 |
| 11 | Black Monday                      |                              | 10 aprile 2009   |                 |
| 12 | Eterno                            |                              | 17 aprile 2009   |                 |
| 13 | Cryptid vs. Cryptid               |                              | 24 aprile 2009   |                 |
| 14 | The Underworld Bride              |                              | 8 maggio 2009    |                 |
| 15 | Ghost in the Machine              |                              | 15 maggio 2009   |                 |
| 16 | Something in the Water            |                              | 22 maggio 2009   |                 |
| 17 | Target: Fiskerton                 |                              | 29 maggio 2009   |                 |
| 18 | Once More the Nightmare Factory   |                              | 5 giugno 2009    |                 |
| 19 | Curse of the Stolen Tiger         |                              | 12 giugno 2009   |                 |
| 20 | The Kur Guardian                  |                              | 19 giugno 2009   |                 |
| 21 | Food of the Giants                |                              | 26 giugno 2009   |                 |
| 22 | The Atlas Pin                     |                              | 4 luglio 2009    |                 |
| 23 | Paris is Melting                  |                              | 11 luglio 2009   |                 |
| 24 | Where Lies the Engulfer           |                              | 18 luglio 2009   |                 |
| 25 | Shadows of Lemuria                |                              | 25 luglio 2009   |                 |
| 26 | Kur Rising                        |                              | 1º agosto 2009   |                 |